# Gérard Jugnot
Gérard Jugnot és un actor, director, guionista i productor francès nascut el 4 de maig de 1951 a París. És el pare de l'artista Arthur Jugnot, que va tenir amb la sastressa Cécile Magnan. El 2009 era el company de l'actriu Saïda Jawad.
Actor i autor al començament amb Le Splendid al costat de Thierry Lhermitte, Christian Clavier, Marie-Anne Chazel, Michel Blanc i Josiane Balasko, va participar en els èxits que van contribuir a llançar les seves carreres respectives Les Bronzés, Anem a fer bronze a la neu o Le Père Noël est une ordure. Ell va trigar més temps a destacar, i va prendre part sobretot amb Patrice Leconte o Jean-Marie Poiré en pel·lícules que posen sovint en escena actors que han gravitat al voltant de l'Splendid, com Anémone o Martin Lamotte.
A mitjans dels anys 80 hi ha un gor significatiu en la carrera de Gérard Jugnot: s'afaita el bigoti, i això li dona una imatge de francès mitjà a Tandem. Si continua brillant en la comèdia pura, les seves pel·lícules són sovint tenyides d'un toc dramàtic, com a Une époque formidable o de Monsieur Batignole, dues de les seves pròpies realitzacions, o també la pel·lícula Les Choristes de Christophe Barratier, el seu més gran èxit de recaptació.
Des del començament dels anys 80, Gérard Jugnot és un dels pilars del cinema francès i ha participat en molts dels seus èxits més populars.

## Biografia
Al Liceu Pasteur de Neuilly-sur-Seine coneix Christian Clavier, Thierry Lhermitte i Michel Blanc. Junts, formen la tropa còmica del Le Splendid. En paral·lel d'aquesta carrera teatral, fa el seu inici a la pantalla gran amb Les Valseuses (1974) de Bertrand Blier, El jutge i l'assassí (1976) de Bertrand Tavernier.
És amb Les Bronzés, el 1978, i Le Père Noël est une ordure, el 1982, dues peces del Splendid adaptades al cinema, que Gérard Jugnot accedeix al reconeixement públic. El comediant no triga a ser reclamat per cineastes per a la seva imatge de "francès mitjà". Porta en paral·lel una carrera de director, estrenant-se darrere la càmera a Pinot simple flic el 1984.

## Premis
- Cavaller de la Legió d'honor (2004)
- Oficial de l'Orde Nacional del Mèrit (2009)

### Nominacions
- Premis César 1988:César al millor actor per Tandem
- Premis César 1992: César al millor actor per Une époque formidable
- Premis César 1998: César al millor actor secundari per Marthe
- Premis César 2005: César al millor actor per Les Choristes
- Teatre
  - 1998: per Espèces menacées
  - 1999: per Espèces menacées
  - 2003: per État critique

## Filmografia

### Actor

#### 1973 - 1979
- 1973: 
  - L'An 01 de Jacques Doillon, Jean Rouch i Alain Resnais: un pastiser
  - Salut l'artiste d'Yves Robert: no surt als crèdits
- 1974: 
  - Les Valseuses de Bertrand Blier: un de vacances
  - Que la fête commence de Bertrand Tavernier: l'home a peu
  - Les Suspects de Michel Wyn: un col·lega de Bernard Vauquier
- 1975: 
  - Le Bol d'air - curt-metratgede Charles Némès: Gérard
  - C'est pas parce qu'on a rien a dire qu'il faut fermer sa gueule de Jacques Besnard: Gaston
  - Pas de problème ! de Georges Lautner: El serraller
  - Vous ne l'emporterez pas au paradis de François Dupont-Midy: el servent
- 1976: 
  - Bonne Présentation exigée curt-metratge de Charles Némès
  - Calmos de Bertrand Blier: el seguidor
  - Le Chasseur de chez Maxim's de Claude Vital: El comte
  - Dracula père i fils d'Édouard Molinaro: El responsable de la fàbrica
  - Le Jouet de Francis Veber: Pignier
  - Le Juge et l'assassin de Bertrand Tavernier: Fotògraf
  - el quimèric inquilí de Roman Polanski: l'empleat
  - Monsieur Klein de Joseph Losey: el fotògraf
  - On aura tout vu de Georges Lautner: Ploumenech
  - Oublie-moi, Mandoline de Michel Wyn
- 1977: 
  - Casanova and co de Fritz Antel: Valente
  - La Coccinelle a Monte-Carlo de Vincent McEveety: Servent
  - Des enfants gâtés de Bertrand Tavernier: Marcel Bonfils
  - La Septième Compagnie au clair de lune de Robert Lamoureux: Gaston Gorgeton
  - Vous n'aurez pas l'Alsace i la Lorraine de Coluche: Primer capità dels mosqueters
- 1978: 
  - Anem a fer bronze (Les Bronzés) de Patrice Leconte: Bernard Morin
  - Pauline et l'ordinateur de Francis Fehr: El fals metge
  - Les Petits Câlins de Jean-Marie Poiré
  - Si vous n'aimez pas ça, n'en dégoûtez pas les autres de Raymond Lewin: el mateix
  - Le Cœur de bronze (telefilm) de Pierre Cavassilas
- 1979: 
  - Le Coup de sirocco d'Alexandre Arcady: Ruppert
  - Anem a fer bronze a la neu (Les Bronzés font du ski) de Patrice Leconte: Bernard Morin
  - Les Héros n'ont pas froid aux oreilles de Charles Némès: Pierre Morel
  - Un si joli village d'Étienne Périer: Fréval, l'amo de l'hotel
  - Pierrot mon ami (telefilm) de François Leterrier: Petit-Pouce

#### 1980 - 1989
- 1980: 
  - Retour en force de Jean-Marie Poiré: l'inspector Bonardi
  - Les Charlots contre Dracula de Jean-Pierre Desagnat i Jean-Pierre Vergne: Gaston Lepope, detective
  - Le Coup du parapluie de Gérard Oury: Frédo
- 1981: 
  - I nosaltres, per què no? (Pourquoi pas nous ?) de Michel Berny i Maurice Biraud: Guillaume, l'arbitre
- 1982: 
  - L'Adieu aux as (sèrie televisada) de Jean-Pierre Decourt: Gaston Poirier a l'épisodi: La mode de l'avionnette
  - Merci Bernard de Jean-Michel Ribes (sèrie televisada)
  - Quin Nadal! (Le Père Noël est une ordure) de Jean-Marie Poiré: Felix - També és coguionista i co-dialoguista de la pel·lícula.
  - Per 100 briques t'as plus rien... d'Édouard Molinaro: Paul
  - Le Quart d'heure américain de Philippe Galland: Ferdinand – També és coguionista de la pel·lícula.
- 1983: 
  - La Fiancée qui venait du froid de Charles Némès: Maurice
  - Papy fait de la résistance de Jean-Marie Poiré: Adolfo Ramirez
- 1984: 
  - Le Garde du corps de François Leterrier: Paul Domec
  - Just the Way You Are d'Édouard Molinaro - El recepcionista de l'hotel "Mont-Blanc"
  - Pinot simple flic: de Gérard Jugnot - Robert Pinot (també és coguionista)
- 1985: 
  - Les Rois du gag de Claude Zidi: Paul Martin
  - Scout toujours... de Gérard Jugnot: Jean-Baptiste Foucret - (també és coguionista) -
  - Tranches de vie de François Leterrier: El cosí de Malounian
  - Cinématon de Gérard Courant - el mateix a "1985"
  - Hold-up "Clip de Louis Chédid rodat en 35mm de J.P. Bergman
- 1986: 
  - Nuit d'ivresse de Bernard Nauer: Jugnot, convidat colèric
- 1987: 
  - Le Beauf d'Yves Amoureux: Gilbert
  - Tandem de Patrice Leconte: Bernard Rivetot
  - Tant qu'il y aura des donas de Didier Kaminka: Un espectador de la pel·lícula de Sam
- 1988: 
  - Sueurs froides sèrie TV, 1 episodi
  - Palace sèrie TV, 1 episodi
  - Sans peur et sans reproche de Gérard Jugnot: Bellabre - (també és coguionista)
- 1989: 
  - Les Cigognes n'en font qu'à leur tête de Didier Kaminka: El ginecòleg

#### 1990 - 1999
- 1990: 
  - Les 1001 nuits de Philippe de Broca: Jimmy Genious
- 1991: 
  - Les Clés du paradis de Philippe de Broca: Paul Cavaillac
  - Les Secrets professionnels du Dr. Apfelglück: Diveros directors - Martini
  - Une époque formidable... de Gérard Jugnot: Michel Berthier - també és coguionista
- 1992: 
  - Voyage a Rome de Michel Lengliney: Thierry
- 1993:
  - La Pharmacie – curt-metratge de la sèrie 3000 guionistes contra un virus – Únicament direcció
- 1994: 
  - Casque bleu de Gérard Jugnot: Patrick - també és coguionista
  - Les Faussaires de Frédéric Blum: Sacha Cohn
  - Grosse Fatigue de Michel Blanc: Gérard Jugnot, ell mateix
- 1996: 
  - Caigui qui caigui, em caso (Fallait pas !...) de Gérard Jugnot.: Bernard Leroy - també és coguionista
  - Fantôme avec chauffeur de Gérard Oury: Georges Morel
- 1997: 
  - Marthe o "Marthe, la princesse d'un jour" de Jean-Loup Hubert: Henri
- 1999: 
  - L'Ami du jardin de Jean-Louis Bouchaud: Roger
  - Au bain... Mari ! – curt-metratge - de Pascal Graffin: Narcisse 
  - Trafic d'influence de Dominique Farrugia: Gérard Ravanelli

#### 2000 - 2009
- 2000: 
  - Meilleur Espoir féminin de Gérard Jugnot: Yvon Rance - també és coguionista
- 2001: 
  - Oui, mais... d'Yves Lavandier: Erwann Moenner, psychothérapeute
- 2002: 
  - Monsieur Batignole de Gérard Jugnot: Edmond Batignole - també és coguionista i co-productor
  - Le Raid de Djamel Bensalah: Carlito
- 2003: 
  - Les Clefs de bagnole de Laurent Baffie: Un artista que refuusa tornar amb Laurent
  - Volpone (telefilm) de Frédéric Auburtin: Grappione
- 2004: 
  - Les Choristes de Christophe Barratier: Clément Mathieu - també és productor associat
  - Trois Petites Filles de Jean-Loup Hubert: Paolo
- 2005: 
  - Boudu de Gérard Jugnot: Christian Lespinglet - també és co-productor.
  - No juris mai res (Il ne faut jurer de rien !) d'Eric Civanyan: Van Buck
- 2005: 
  - Pollux, le manège enchanté de Dave Borthwick i Jean Duval: veu de Sam
- 2006: 
  - Les Bronzés 3 - Amis per la vie de Patrice Leconte: Bernard Morin
  - Un printemps a Paris de Jacques Bral: Alex
  - Les Brigades du Tigre de Jérôme Cornuau: el comissari Faivre
- 2007: 
  - L'Île aux trésors d'Alain Berberian: John Silver
  - Ali Baba et les 40 voleurs (telefilm) de Pierre Aknine: Ali Baba
  - L'Auberge rouge de Gérard Krawczyk: el ‘pare Carnus
- 2008:
  - Ça se soigne ? de Laurent Chouchan: Stan
  - Faubourg 36 de Christophe Barratier: Pigoil
  - Musée haut, musée bas de Jean-Michel Ribes: Roland Province
  - La Sicilienne de Marco Amenta: Le procurador
- 2009:
  - Envoyés très spéciaux de Frédéric Auburtin: Albert Poussin
  - Rose et Noir de Gérard Jugnot

### Director
- 1984: Pinot simple flic
- 1985: Scout toujours...
- 1988: Sans peur i sans reproche
- 1991: Une époque formidable...
- 1994: 3000 Scénarios contre un virus: La farmàcia
- 1994: Casc blau (Casque bleu)
- 1996: Fallait pas !...
- 2000: Meilleur Espoir féminin
- 2002: Monsieur Batignole
- 2005: Boudu
- 2009: Rose et Noir

## Teatre
- 1979: Le Père Noël est une ordure del grup de Le Splendid, posada en escena, Splendid, Théâtre de la Gaîté-Montparnasse
- 1997: Espèces menacées de Ray Cooney, posada en escena Éric Civanyan, Théâtre de la Michodière
- 2002: Etat critique de Michel Lengliney, posada en escena Éric Civanyan, Théâtre Fontaine